# Biserica de lemn Sf. Grigore Bogoslovul din Mădârjac

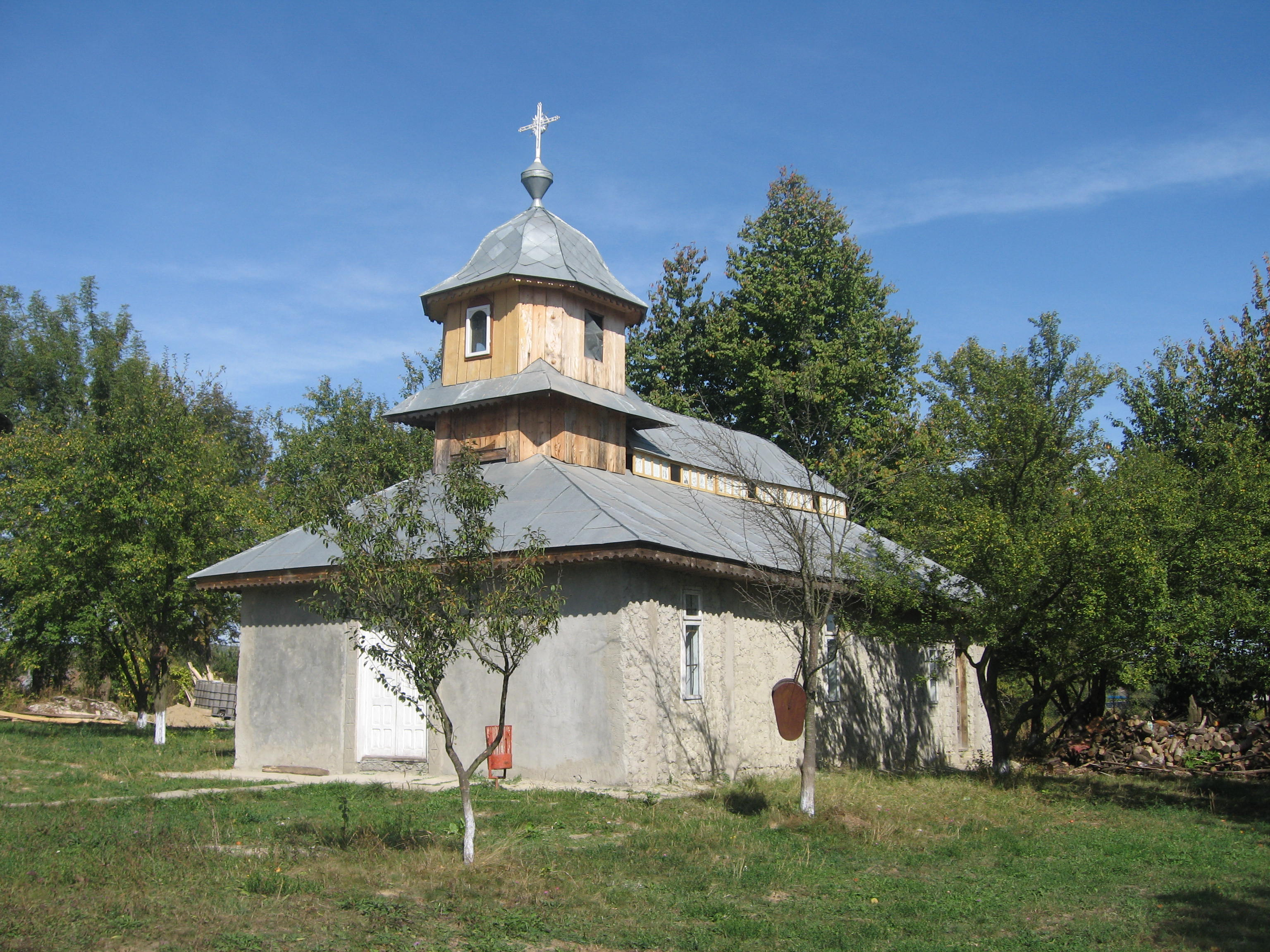
Biserica de lemn Sf. Grigore Bogoslovul din Mădârjac.

Biserica de lemn cu hramul Sf. Grigore Bogoslovul din Mădârjac a fost construită în anul 1816 în satul Mădârjac din comuna omonimă (aflată în județul Iași, la o distanță de 45 km de municipiul Iași). Ea se află localizată în centrul satului. 
Biserica de lemn cu hramul "Sf. Grigore Bogoslavul" din Mădârjac a fost inclusă pe Lista monumentelor istorice din județul Iași din anul 2015, având codul de clasificare cod LMI IS-II-m-B-04197. 

## Istoric
Biserica de lemn Sf. Grigore Bogoslovul din Mădârjac a fost construită în anul 1816 în centrul satului.
În anii '90 ai secolului al XX-lea, lângă vechea biserică de lemn, a fost construită o biserică nouă cu hramul "Sf. Apostoli Petru și Pavel". 

## Arhitectura bisericii
Biserica de lemn din Mădârjac este construită în totalitate din bârne de brad masiv. Inițial acoperită cu șindrilă, ea are în prezent învelitoare din tablă.
În prezent, biserica este lutuită și tencuită.

## Imagini

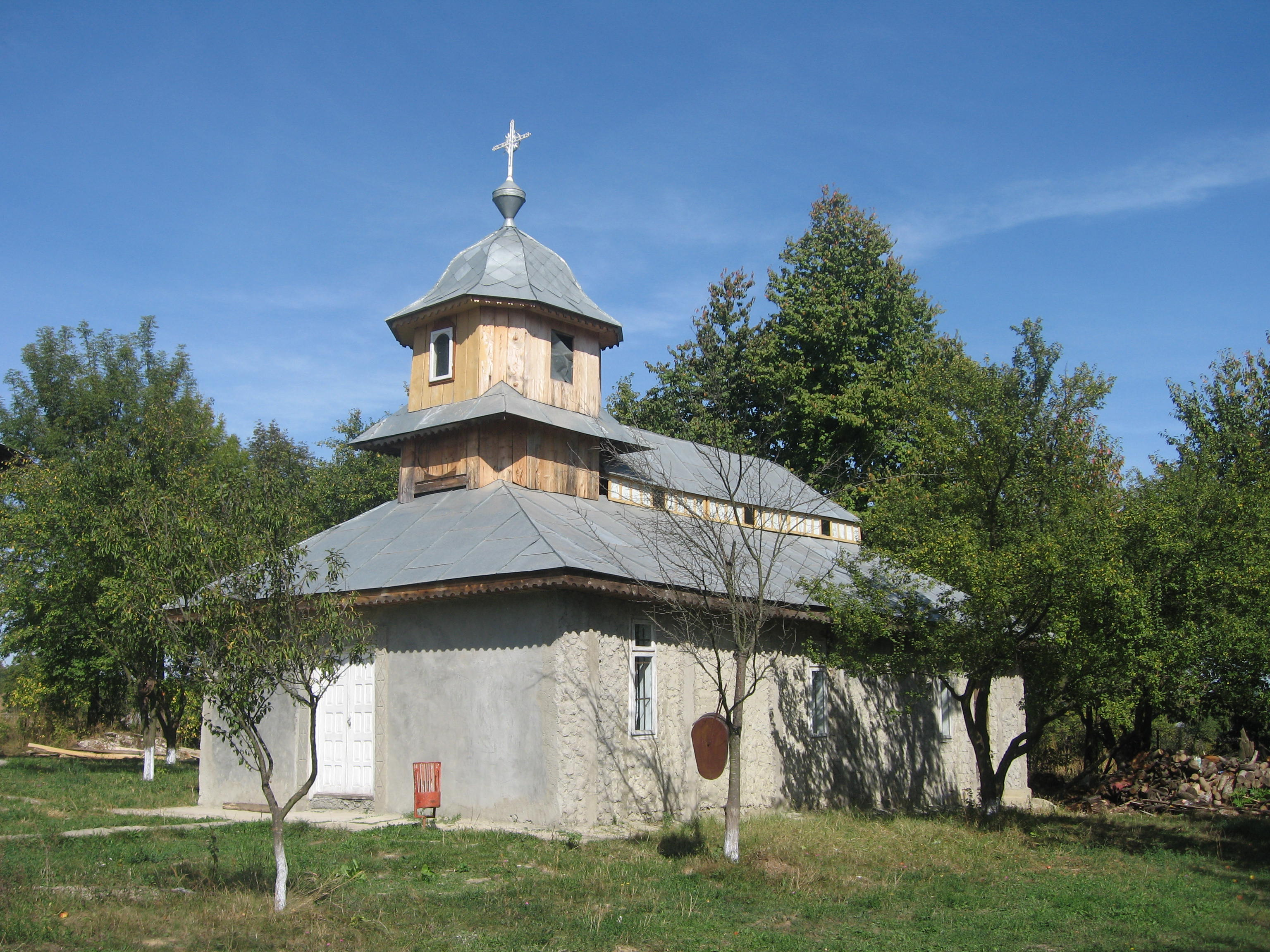
Biserica de lemn
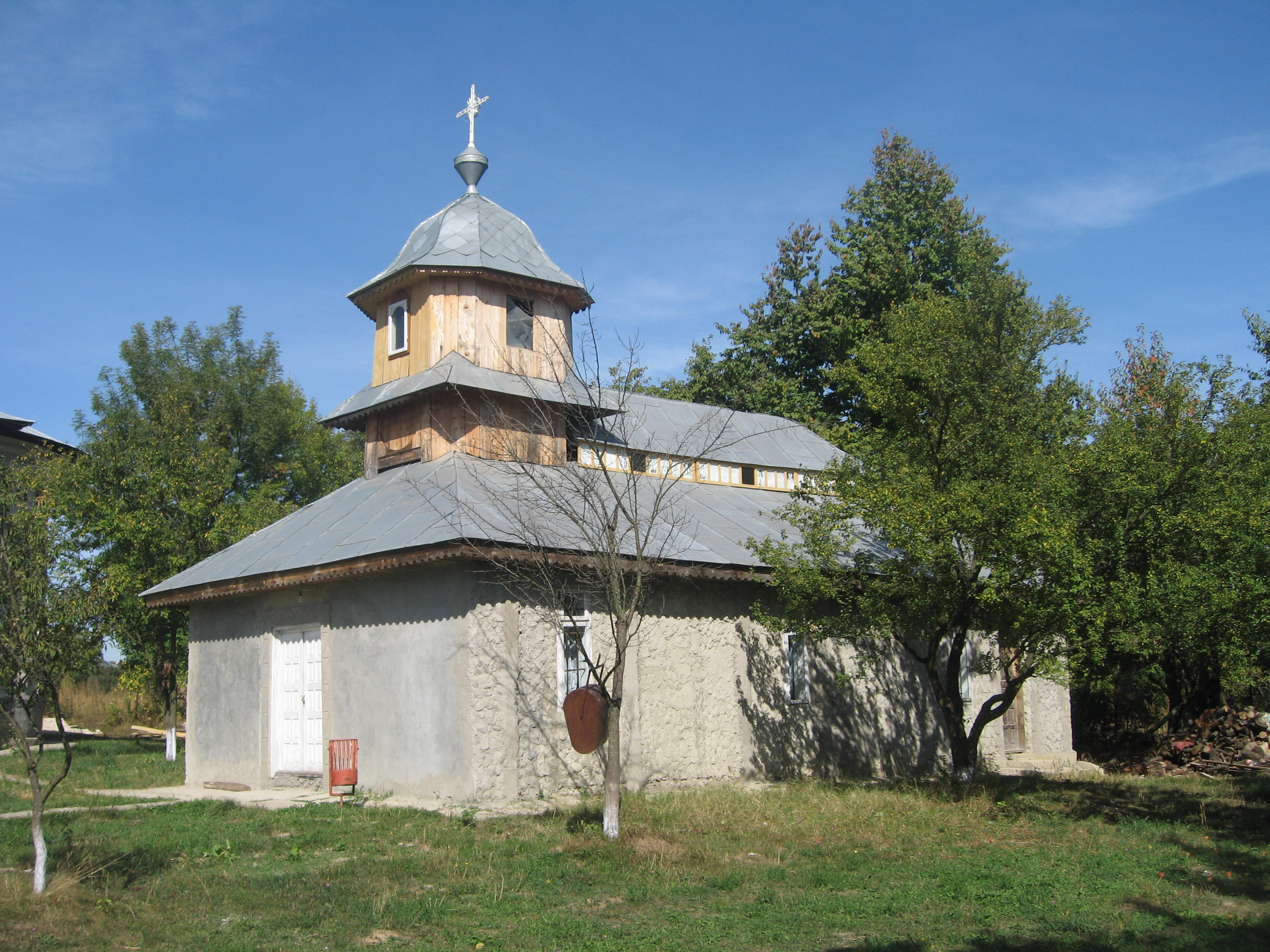
Biserica de lemn
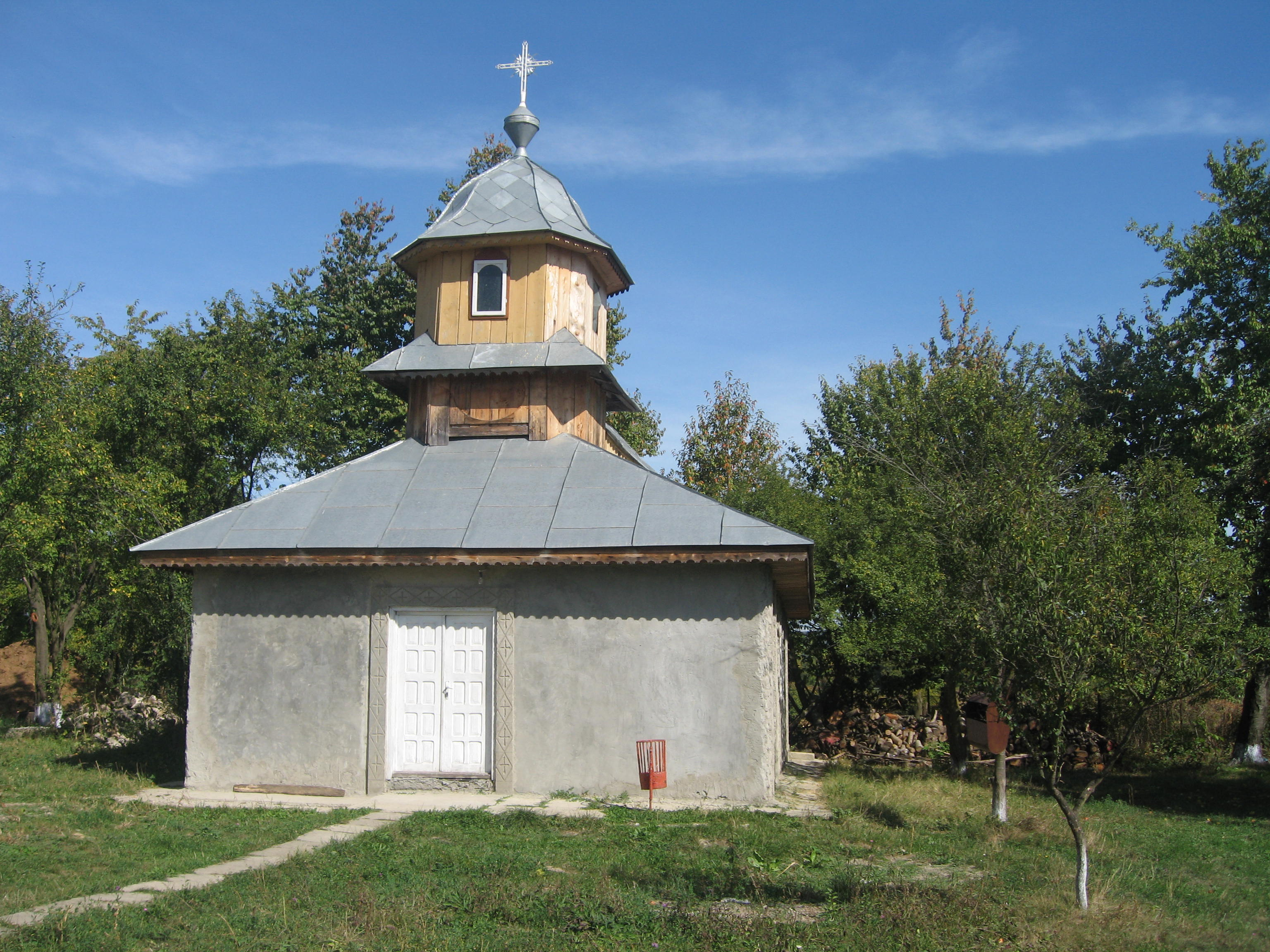
Biserica privită din faţă
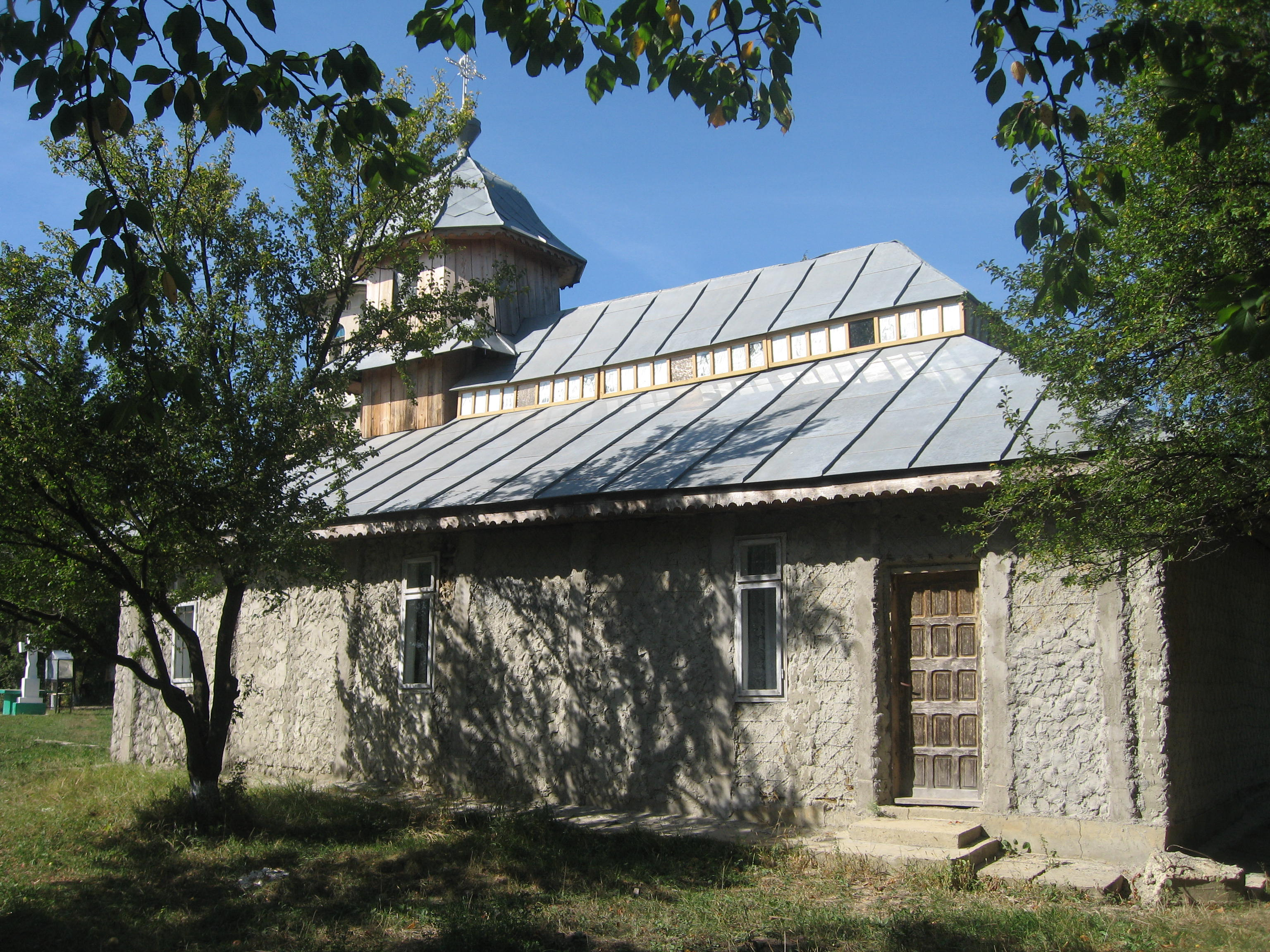
Biserica privită din lateral
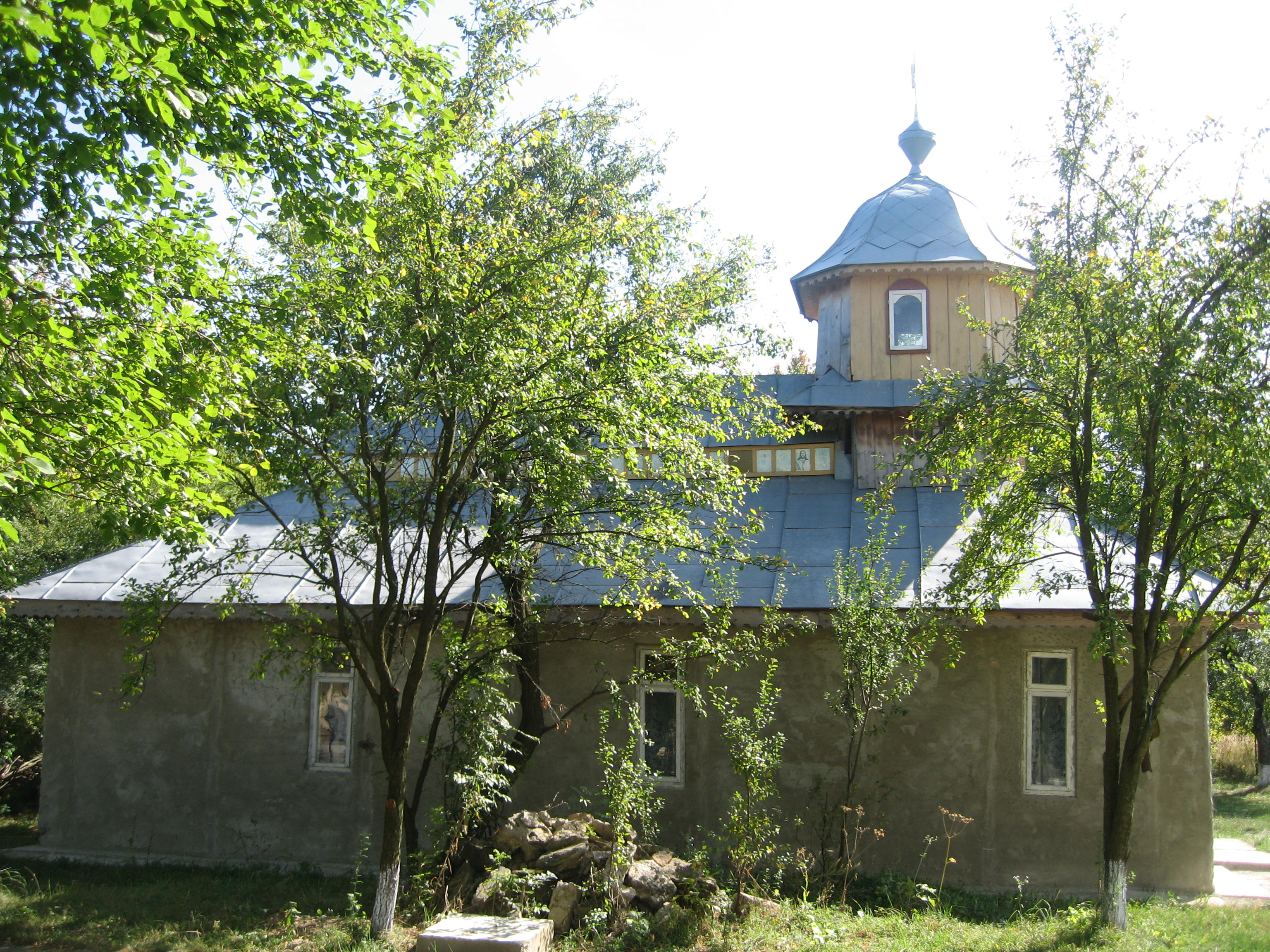
Biserica privită din lateral
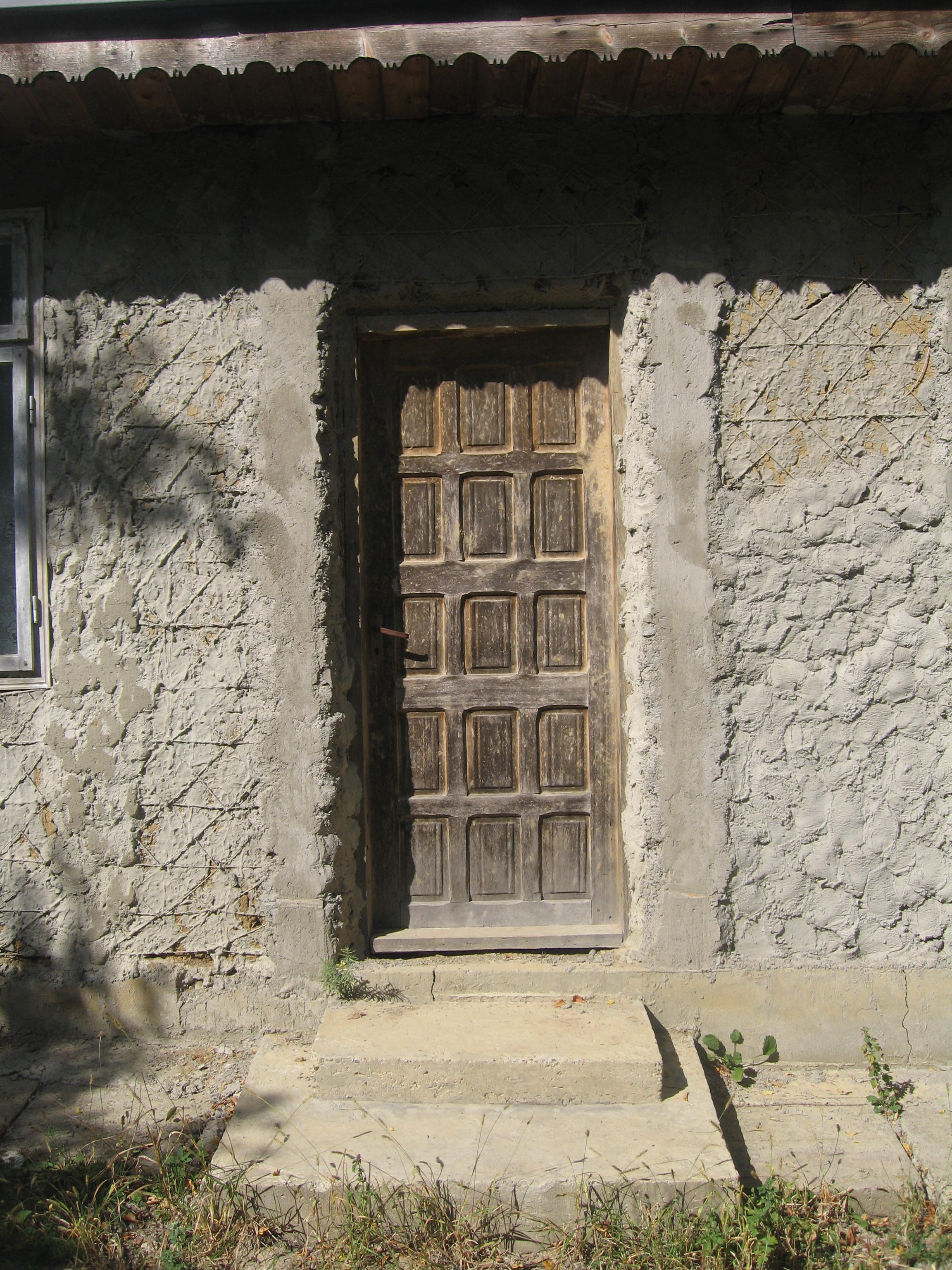
Uşa de intrare în altar
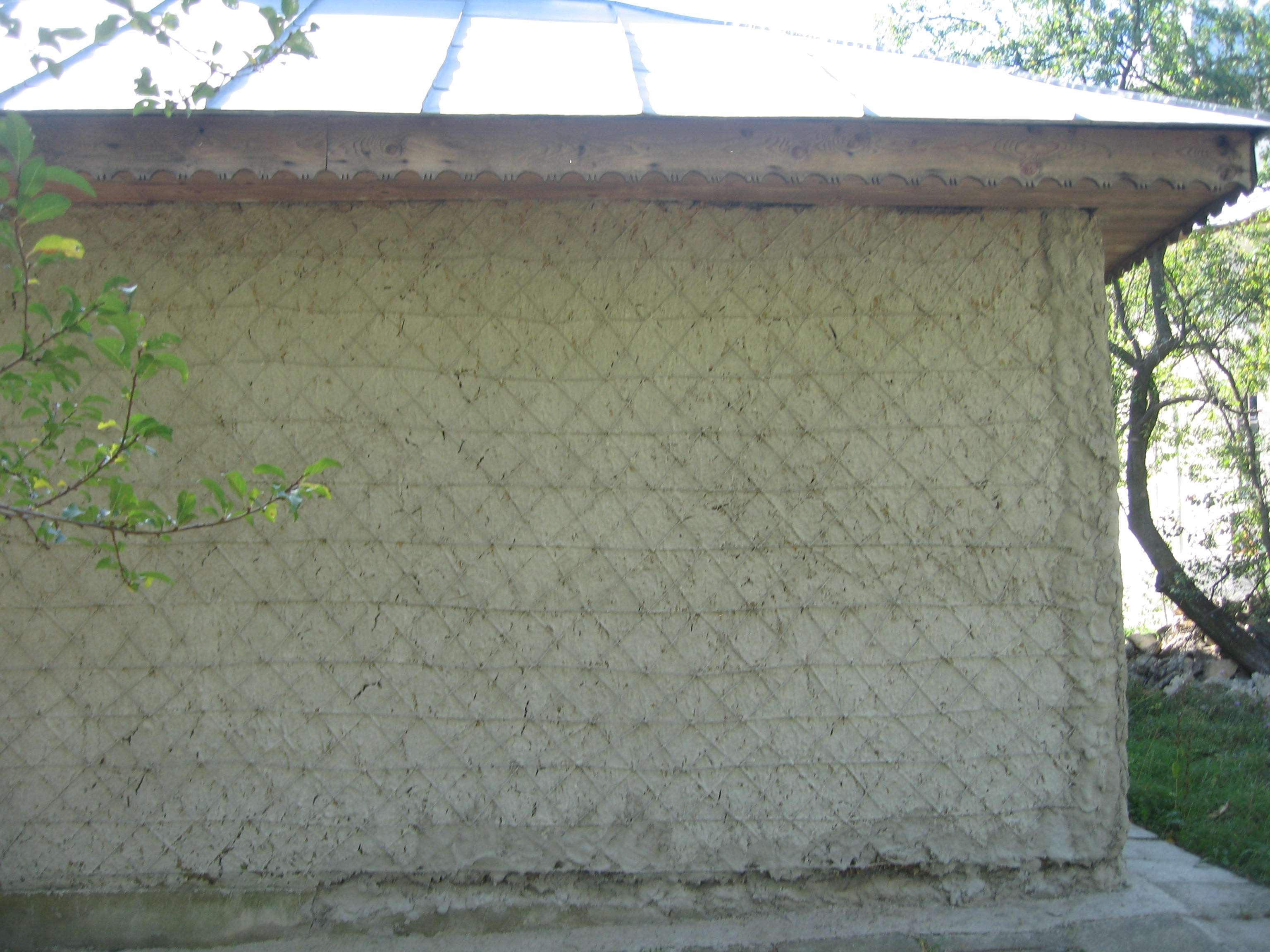
Tencuială pe absida altarului
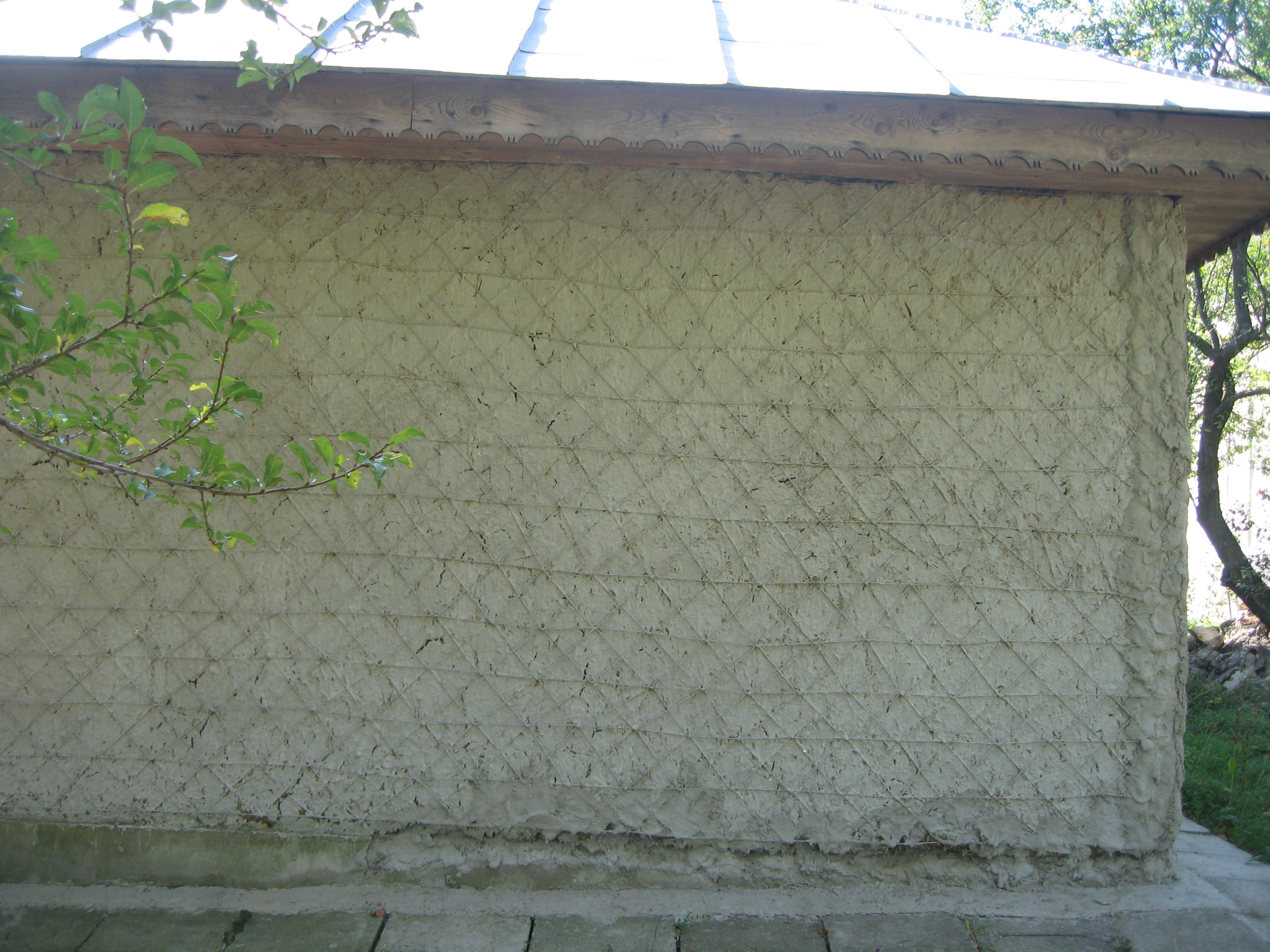
Tencuială pe absida altarului
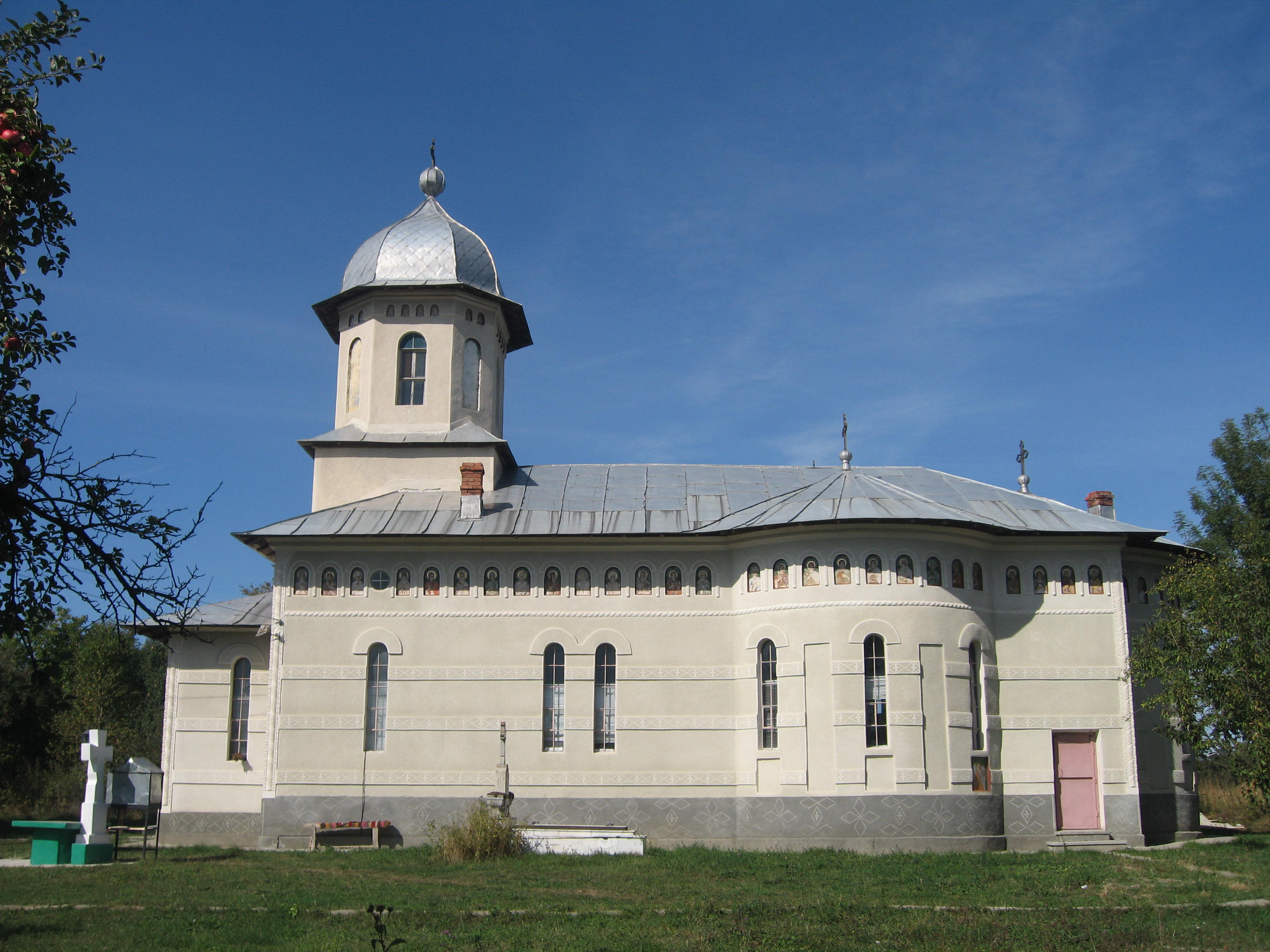
Biserica "Sf. Petru şi Pavel" privită din lateral
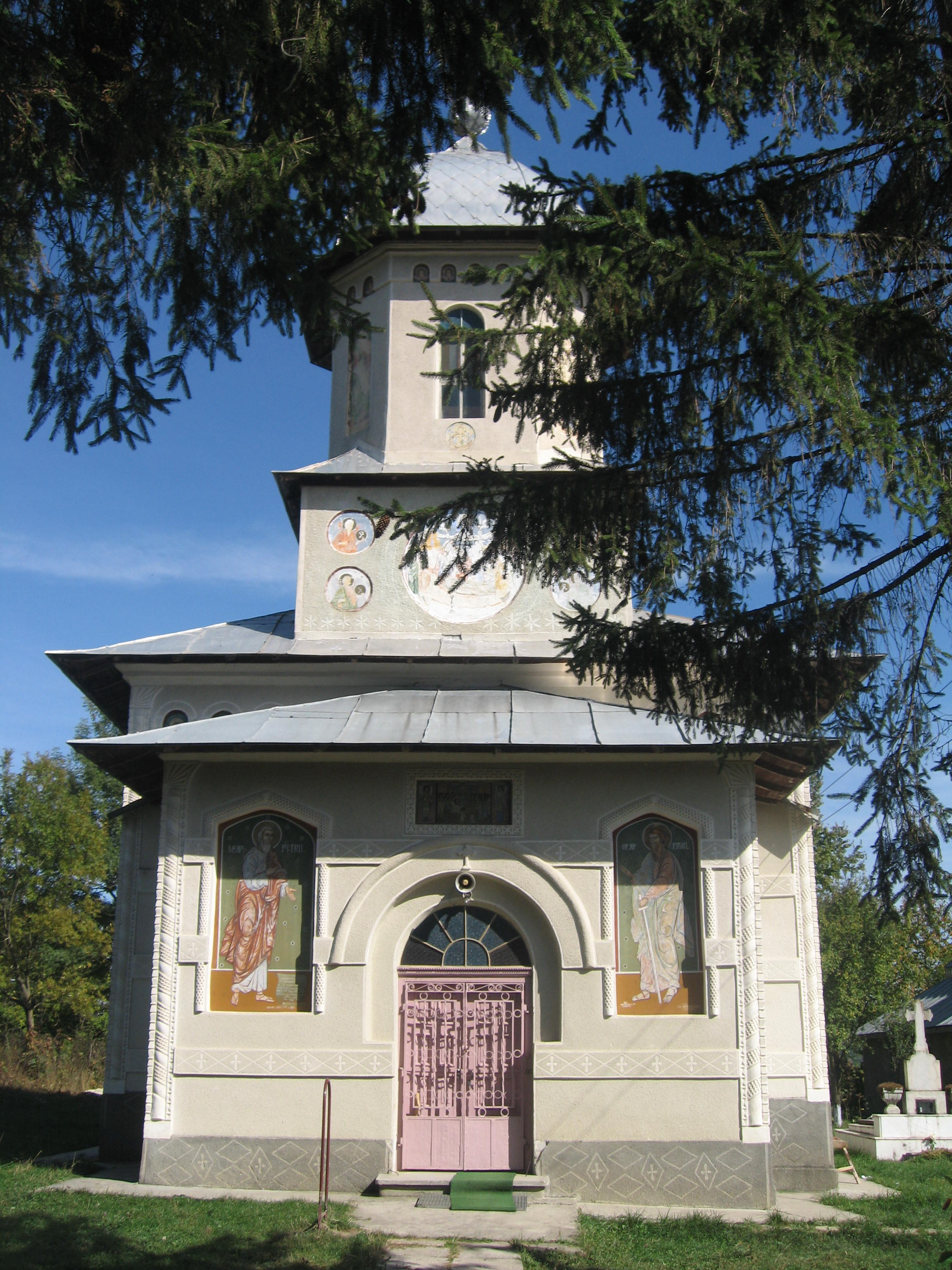
Biserica "Sf. Petru şi Pavel" privită din faţă